# Нью-Йоркская и Алеутская епархия
Нью-Йо́ркская и Алеу́тская епархия — упразднённая епархия Русской православной церкви, объединявшая приходы в Русской Америке, а позже во всей Северной Америке.

## Названия
- Американская кадьякская миссия (с 1783).
- Новоархангельская и Алеутская (1869—1870)
- Алеутская и Аляскинская (1870—1900)
- Алеутская и Североамериканская (1900—1924)
- Алеутская и Сан-Францисская (1933—1947)
- Алеутская и Североамериканская (1947—1959)
- Нью-Йоркская и Алеутская (1959—1970)

## История
4 мая 1783 года императрица Екатерина II, снисходя на просьбу «именитых граждан» Ивана Голикова и Григория Шелихова, чтобы «в найденной ими северной части Америки основать и умножить христианский закон», повелела Святейшему синоду учредить северо-американскую кадьякскую миссию. Начальником этой миссии был сделан иеромонах Валаамского монастыря Иоасаф, о котором известный своею святою жизнью игумен валаамский Назарий дал прекрасный отзыв. В помощь ему назначены иеромонахи Афанасий (Михайлов), Макарий (Александров), Ювеналий (Говорухин), иеродиакон Нектарий (Панов) и монах Герман (Зырянов).
После того как в 1867 году русские американские владения были уступлены Соединённым Штатам, из состава Камчатской епархии для них было решено выделить самостоятельную епархию, что и последовало в 1869 году. Изначально архиерей именовался Новоархангельским и Алеутским, а 12 января 1870 года был переименован в Алеутского и Аляскинского.
10 (22) июня 1870 года был высочайше утвержденный доклад обер-прокурора Святейшего синода «О наименовании Епископа новоучреждаемой архиерейской кафедры в Америке „Алеутским и Аляскинским“ и о усвоении Камчатскому Епархиальному Архиерею наименования „Камчатскаго, Курильскаго и Благовещенскаго“», где говорилось: «По случаю уступки бывших наших Американских колоний Северо-Американским Штатам, Святейший Синод, озабочиваясь, чтобы находящаяся в них Православная паства не оставалась без удовлетворения в своих религиозных потребностях, признал нужным учредить там самостоятельную архиерейскую кафедру, с наименованием Архиерея Новоархангельским и Алеутским, на что и последовало в Мае минувшаго года Высочайшее соизволение».
29 июня 1872 году состоялось перенесение кафедры епархии из Ново-Архангельска в Сан-Франциско, и епархия стала простирать своё попечение на все Соединённые Штаты Северной Америки.
4 февраля 1900 года состоялось определение Святейшего синода № 372 о переименовании «Алеутской и Аляскинской» епархии в «Алеутскую и Северо-Американскую».
В 1905 году архиепископ Тихон (Беллавин) перенёс кафедру из Сан-Франциско в Нью-Йорк.

Оно вызывалось необходимостью быть Епархиальному Управлению ближе к приходам. Из всех приходов в Штатах только два-три ближе к С.-Франциско, чем к Нью-Йорку, причем самые близкие к С.-Франциско находятся на расстоянии двух суток езды от него по железной дороге; тогда как около 15-20 приходов расположены от Нью-Йорка на расстоянии лишь нескольких часов езды. Понятно, что отсюда и Архиерею удобнее посещать приходы, и духовенству больше возможности лично получать инструкции от Епархиального Начальства, что в жизни нашей молодой и развивающейся епархии имеет важное значение и частое применение. Из Нью-Йорка удобнее соприкасаться также и с униатством: большинство униатских «парафий» также находится в восточных штатах, и чаще всего именно здесь и возникает движение униатов к Православию и образовываются из них православные приходы.
Из Нью-Йорка, наконец, ближе сноситься и с Россиею (на пять суток скорее, чем из С.-Франциско), а это тоже имеет своё значение при необходимости у нас получить частые и по возможности скорые указания от Св. Синода по возникающим здесь новым вопросам церковной жизни

Епархиальной власти было нелегко уделять одновременно равное внимание как нуждам многочисленных национальных православных общин, в первую очередь русинов и русских, так и решению миссионерских задач. В среде русских церковных деятелей стала складываться концепция «Американской Руси», тесно связанной с Россией в духовном и культурном отношении. Это было крайне важно в условиях активной украинизации русинов, проводимой в начале XX века униатским епископом Сотером Ортынским с целью воспрепятствовать переходу униатов в Православие. 1 октября 1897 года открылась миссионерская школа в Миннеаполисе, преобразованная 1 июля 1905 года в Северо-Американскую духовную семинарию.
К концу 1917 года в Алеутской и Североамериканской епархии (в составе 31 благочиния) был 271 храм и 51 часовня, 257 священнослужителей и до 300 тысяч прихожан.
В связи с дарованием в 1970 году автокефалии Православной церкви в Америке епархия была упразднена. Приходы, которые пожелали остаться в Русской православной церкви, были объединены в Патриаршие приходы в США.

## Епископы
- Иоасаф (Болотов) (1761—1799) — c 1783 года епископ Кадьякский.
- Вениамин (Багрянский) (1799—1840)
- Иннокентий (Вениаминов-Попов) (15 декабря 1840 — 1853)
- Петр (Екатериновский) (29 марта 1859 — 9 ноября 1866)
- Павел (Попов) (9 ноября 1866 — 10 июня 1870)
- Иоанн (Митропольский) (5 июля 1870 — 12 апреля 1877)
- Нестор (Засс) (17 декабря 1878 — 30 июня 1882)
- Исидор (Никольский) (1882—1887), в/у
- Владимир (Соколовский) (20 декабря 1887 — 8 июня 1891)
- Николай (Адоратский) (8 июня — 7 сентября 1891)
- Николай (Зиоров) (29 сентября 1891 — 14 сентября 1898)
- Тихон (Беллавин) (14 сентября 1898 — 25 января 1907)
- Иннокентий (Пустынский) (13 февраля 1907 — 8 июня 1907), в/у
- Платон (Рождественский) (8 июня 1907 — 20 марта 1914)
- Александр (Немоловский) (20 марта 1914 — 29 июля 1914), в/у
- Евдоким (Мещерский) (29 июля 1914 — 18 ноября 1918)
- Александр (Немоловский) паки (12 февраля 1919 — 14 апреля 1922), в/у, епископ Канадский
- Платон (Рождественский) паки (14 апреля 1922 — 16 января 1924)
- Вениамин (Федченков) (22 ноября 1933 — 21 августа 1947)
- Адам (Филипповский) (21 августа 1947 — 31 октября 1947), в/у, архиепископ Филадельфийский и Карпато-Русский
- Макарий (Ильинский) (31 октября 1947 — 31 июля 1952)
- Гермоген (Кожин) (19 мая — 3 августа 1954)
- Борис (Вик) (15 ноября 1954 — 25 февраля 1956)
- Дионисий (Дьяченко) (5 января 1957 — 14 декабря 1958)
- Досифей (Иванченко) (9 мая 1959 — 22 февраля 1963)
- Иоанн (Вендланд) (16 июня 1962 — 7 октября 1967) (до 22 февраля 1963 — Алеутский и экзарх Сев. и Юж. Американский)
- Ионафан (Кополович) (7 октября 1967 — 10 апреля 1970)